# Холмы Львова
Холмы Львова принадлежат трём географическим системам — Расточью, Гологорам и Львовской возвышенности (плато). За северными окраинами города начинаются гряды Холмистого (Пасмового) Побужья.

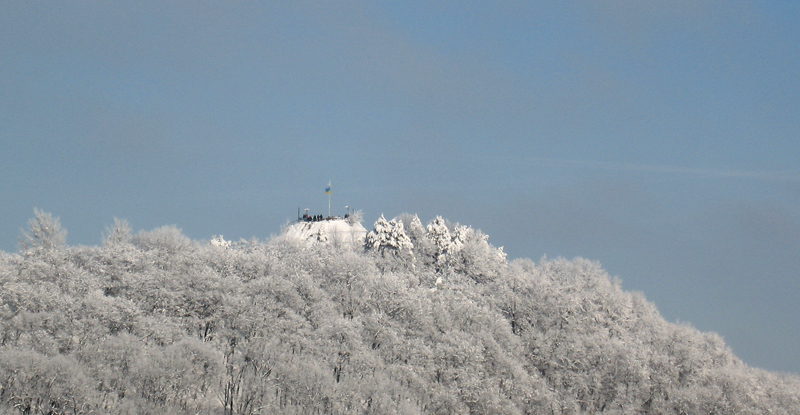
Вид на Замковую гору зимой

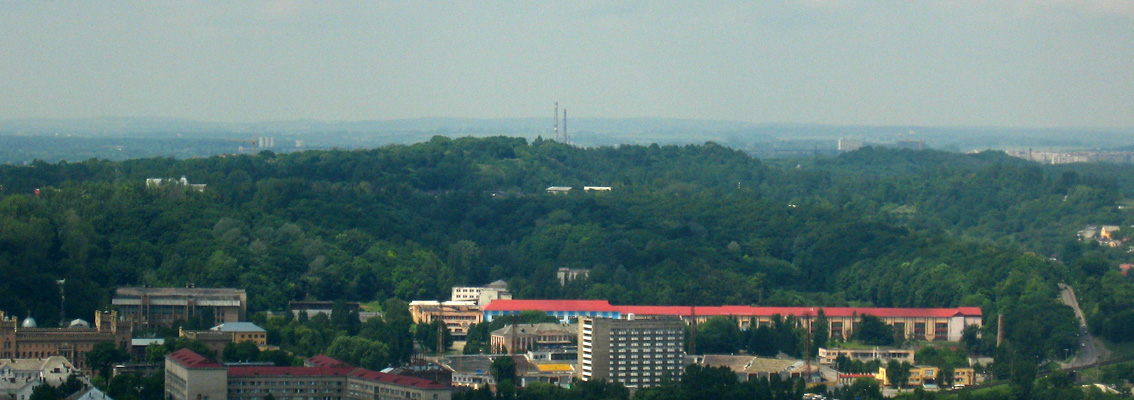
Кортумова гора и одноимённый парк, вид с кургана Люблинской унии

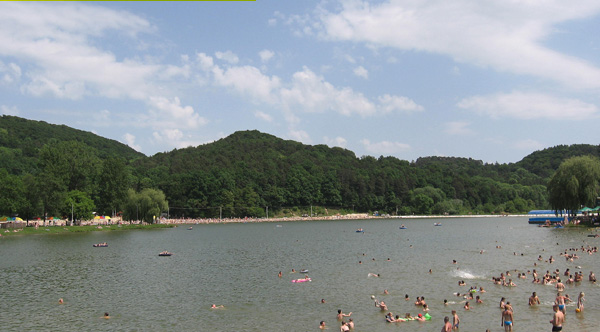
Винниковский лес в районе Винниковского озера

- Замковая гора — самая известная среди львовских холмов. На ней установлена телебашня, шпиль которой является наивысшей точкой в городе. На Замковой горе раскинулся парк «Высокий Замок» с обзорной площадкой на кургане Люблинской унии. На этой горе находился княжеский Высокий Замок, от которого сегодня остались лишь руины.
- Лысая гора в прошлом была расположена к северо-востоку от улицы Замковой. На протяжении последних столетий была уничтожена песчаными карьерами.
- Гора Льва находится к юго-востоку от Высокого Замка. На горе активно эксплуатировались песчаные карьеры, однако благодаря решительным протестам историка Исидора Шараневича ещё в XIX веке каменоломни на этой горе были ликвидированы. Теперь её вершина, на которой установлен крест, находится на высоте 388 метров над уровнем моря. Другие названия горы — Песчаная, Лысая, Княжеская, «Кальвария», а в XV—XVII ст. львовские мещане называли её горой Стефана.
- Змеева (Волчья) гора возвышается над зданием нынешней областной детской больницы на улице Лысенко.
- Знесенские холмы находятся к западу от Змеевой горы и тянутся к взгорью Кайзервальда, которое периодически вырубали для отопления во время войн, а затем опять засаживали новыми деревьями. Наивысшая точка находится на высоте 377 метров над уровнем моря. В прошлом эти холмы называли также Каменными горами, поскольку на их склонах были много каменоломен и песчаных карьеров.
- Гора Хом (Хомец) находится к северо-западу от Знесенских холмов.
- Четовы (Чёртовы) скалы находится в Винниковском лесопарке. Является наивысшей вершиной на окраинах Львова — 414 м над уровнем моря.
- Холмы Расточья в пределах Львова находятся к западу от Замковой горы, за долиной Полтвы. Над бывшим старым еврейским кладбищем (ныне — Краковский рынок) возвышается Гора казней (Гицлева гора, Гора Справедливости, 339 м над уровнем моря). На её склоне стоит обелиск в честь казненных здесь участников восстания в 1846 году Теофила Висьневского и Йосифа Капустинского. От этой горы тянется хребет, наивысшей точкой которого является Кортумова гора над Яновским кладбищем (379 м над уровнем моря). На два-три метра выше её ещё одна Лысая гора, которая находится в Брюховичском лесу.
- Львовская возвышенность (Львовское плато). Львовское Средместье находится в котловине (250—260 м над уровнем моря), где протекает река Полтва и её притоки. Котловина имеет узкий выход на север: между Замковой горой и горой Казней, и её окружают подковой взгорья на краях плато — Львовской возвышенности, которая поднимается до 350 метров над уровнем моря. Через эту возвышенность и Расточье проходит по городу Главный европейский водораздел, который отделяет долину Полтвы от бассейнов рек Верещицы, Щерека, Зубры, Давыдовки. Внутри котловины возвышается несколько холмов. Три из них — Калича гора, горы Вроновских (Шембека, 325 м над уровнем моря), Пелчинская (Познанская, 326 м над уровнем моря) — образуют комплекс Цитадели. К востоку от неё, в четырёхугольнике улиц Руставели, Валашской, Тютюнников, Архипенко, находится гора Скелька, восточнее — гора Святого Яцка (334 м над уровнем моря). Севернее поднимается холм Лычаковского кладбища (наивысшая точка — 359 м над уровнем моря). Ближе к центру города, между ул. Пекарской и Левицкого, возвышается гора Шумановка (321 м над уровнем моря). Вокруг котловины поднимаются холмы Верхнего Лычакова, Погулянки, Снопкова, Софиевки, Вульки, Кастелёвки. Самой известной из них является Святоюрская гора с грекокатолическим кафедральным собором и митрополичьими палатами на вершине (высота террасы — 321 м над уровнем моря).